# Patagoneta antarctica
Patagoneta antarctica là một loài nhện trong họ Linyphiidae.
Loài này thuộc chi Patagoneta. Patagoneta antarctica được Albert Tullgren miêu tả năm 1901.